# 1969年全仏オープン
1969年 全仏オープン（1969ねんぜんふつオープン、Internationaux de France de Roland-Garros 1969）は、フランス・パリにある「スタッド・ローラン・ギャロス」にて、1969年5月26日から6月8日にかけて開催された。

## 大会の流れ
- 男子シングルスは「128名」の選手による7回戦制で行われ、シード選手は16名であった。女子シングルスは「64名」の選手による6回戦制で行われ、シード選手は8名。男女とも「1回戦不戦勝」（抽選表では“Bye”と表示）はない。

## シード選手

### 男子シングルス
1. ロッド・レーバー　（優勝、7年ぶり2度目）
2. トニー・ローチ　（ベスト4）
3. ケン・ローズウォール　（準優勝）
4. ジョン・ニューカム　（ベスト8）
5. トム・オッカー　（ベスト4）
6. アーサー・アッシュ　（4回戦）
7. ロイ・エマーソン　（4回戦）
8. アンドレス・ヒメノ　（ベスト8）
9. マニュエル・サンタナ　（4回戦、途中棄権）
10. ゼリコ・フラヌロビッチ　（ベスト8）
11. マーティー・リーセン　（2回戦）
12. イスマイル・エル・シャフェイ　（3回戦）
13. ヤン・コデシュ　（4回戦）
14. ボブ・ヒューイット　（3回戦）
15. アール・ブックホルツ　（2回戦）
16. スタン・スミス　（4回戦）

### 女子シングルス
1. マーガレット・スミス・コート　（優勝、5年ぶり3度目）
2. ビリー・ジーン・キング　（ベスト8）
3. アン・ヘイドン＝ジョーンズ　（準優勝）
4. ナンシー・リッチー　（ベスト4）
5. ジュリー・ヘルドマン　（ベスト8）
6. バージニア・ウェード　（2回戦）
7. フランソワーズ・デュール　（3回戦）
8. ケリー・メルビル　（ベスト8）

## 大会経過

### 男子シングルス
準々決勝
- ロッド・レーバー vs.  アンドレス・ヒメノ　3-6, 6-2, 6-4, 6-4
- トム・オッカー vs.  ジョン・ニューカム　5-7, 6-2, 4-6, 6-2, 6-2
- ケン・ローズウォール vs.  フレッド・ストール　12-10, 4-6, 7-5, 6-2
- トニー・ローチ vs.  ゼリコ・フラヌロビッチ　4-6, 7-5, 6-0, 4-6, 6-1

準決勝
- ロッド・レーバー vs.  トム・オッカー　4-6, 6-0, 6-2, 6-4
- ケン・ローズウォール vs.  トニー・ローチ　7-5, 6-2, 6-2

### 女子シングルス
準々決勝
- マーガレット・スミス・コート vs.  ケリー・メルビル　9-7, 6-1
- ナンシー・リッチー vs.  ジュリー・ヘルドマン　6-3, 9-7
- アン・ヘイドン＝ジョーンズ vs.  ロージー・カザルス　6-2, 6-0
- レスリー・ターナー・ボウリー vs.  ビリー・ジーン・キング　6-3, 6-3

準決勝
- マーガレット・スミス・コート vs.  ナンシー・リッチー　6-3, 4-6, 7-5
- アン・ヘイドン＝ジョーンズ vs.  レスリー・ターナー・ボウリー　6-1, 6-2

## 決勝戦の結果
- 男子シングルス： ロッド・レーバー vs.  ケン・ローズウォール　6-4, 6-3, 6-4
- 女子シングルス： マーガレット・スミス・コート vs.  アン・ヘイドン＝ジョーンズ　6-1, 4-6, 6-3
- 男子ダブルス： ジョン・ニューカム＆ トニー・ローチ vs.  ロッド・レーバー＆ ロイ・エマーソン　4-6, 6-1, 3-6, 6-4, 6-4
- 女子ダブルス： フランソワーズ・デュール＆ アン・ヘイドン＝ジョーンズ vs.  マーガレット・スミス・コート＆ ナンシー・リッチー　6-0, 4-6, 7-5
- 混合ダブルス： マーティー・リーセン＆ マーガレット・スミス・コート vs.  ジャン＝クロード・バークレー＆ フランソワーズ・デュール　6-3, 6-2